# Jenna Lyons
Jenna Lyons est une créatrice et directrice artistique de mode américaine née à Boston en 1969. Elle est la présidente (depuis 2010) et directrice artistique (depuis 2007) de J.Crew, marque américaine de prêt-à-porter. Personnalité influente pour la mode de son pays, « charismatique », elle est surnommée dans le New York Times comme la « femme qui habille l'Amérique ».

## Biographie
En 1990, Jenna Lyons commence comme assistance au sein de J.Crew,.
En 2007, Jenna Lyons est choisie par Mickey Drexler pour devenir la directrice des lignes femme de J.Crew. Elle devient ensuite Présidente de la marque en 2010. 

## Vie privée
Lesbienne, elle raconte qu'une journaliste l’avait contactée alors qu’elle était au travail pour lui dire qu’ils allaient publier un article sur sa relation avec Courtney Crangi. Jenna Lyons a déclaré que cela avait été traumatisant pour elle car n’était pas encore prête à faire son coming out publiquement et qu’elle n’avait même pas parlé de cette relation à ses amis et à sa famille à l’époque. En 2012, Jenna Lyons a annoncé officiellement sa relation avec Courtney Crangi. Jenna et Courtney se sont séparées en décembre 2017.